# Alchemilla longiuscula
Alchemilla longiuscula är en rosväxtart som beskrevs av Robert Buser. Alchemilla longiuscula ingår i släktet daggkåpor, och familjen rosväxter. Inga underarter finns listade i Catalogue of Life.